# Yōsuke Ideguchi
Yōsuke Ideguchi (井手口 陽介 Ideguchi Yōsuke?,  Fukuoka, Fukuoka, 23 de agosto de 1996) es un futbolista japonés. Juega de centrocampista y su equipo es el Vissel Kobe de la J1 League.

## Trayectoria

### Clubes
| Club                                        | País       | Año       |
| ------------------------------------------- | ---------- | --------- |
| Gamba Osaka                                 | Japón      | 2014-2018 |
| Selección sub-22 de la J. League (préstamo) | Japón      | 2014-2015 |
| Leeds United F. C.                          | Inglaterra | 2018-2019 |
| Cultural y Deportiva Leonesa (préstamo)     | España     | 2018      |
| SpVgg Greuther Fürth (préstamo)             | Alemania   | 2018-2019 |
| Gamba Osaka                                 | Japón      | 2019-2021 |
| Celtic F. C.                                | Escocia    | 2022-2024 |
| Avispa Fukuoka (préstamo)                   | Japón      | 2023      |
| Vissel Kobe                                 | Japón      | 2024-act. |

### Selección nacional
| Selección | País  | Año           |
| --------- | ----- | ------------- |
| Sub-17    | Japón | 2010-2011     |
| Sub-20    | Japón | 2013-2014     |
| Sub-23    | Japón | 2014-2016     |
| Absoluta  | Japón | 2017-presente |

## Palmarés

### Títulos nacionales
| Título               | Club           | País    | Año  |
| -------------------- | -------------- | ------- | ---- |
| Copa J. League       | Gamba Osaka    | Japón   | 2014 |
| J1 League            | Gamba Osaka    | Japón   | 2014 |
| Copa del Emperador   | Gamba Osaka    | Japón   | 2014 |
| Supercopa de Japón   | Gamba Osaka    | Japón   | 2015 |
| Copa del Emperador   | Gamba Osaka    | Japón   | 2015 |
| Scottish Premiership | Celtic F. C.   | Escocia | 2022 |
| Copa J. League       | Avispa Fukuoka | Japón   | 2023 |
| Copa del Emperador   | Vissel Kobe    | Japón   | 2024 |
| J1 League            | Vissel Kobe    | Japón   | 2024 |

### Títulos internacionales
| Título                      | Club (*)                  | Sede | Año  |
| --------------------------- | ------------------------- | ---- | ---- |
| Campeonato Sub-23 de la AFC | Selección sub-23 de Japón | Doha | 2016 |

(*) Incluyendo la selección

### Distinciones individuales
| Distinción                                  | Año  |
| ------------------------------------------- | ---- |
| Premio Nuevo Héroe de la Copa J. League     | 2016 |
| Jugador Excepcional del Año de la J. League | 2016 |
| Novato del Año de la J. League              | 2016 |
| J. League Best XI                           | 2017 |